# おび・りあ
おび・りあは、静岡県島田市本通3丁目3-3にある複合商業施設。2012年（平成24年）7月一部開館。

## 歴史
かつてのこの場所にはショッピングビル（元はユニー島田店）が存在していた。1階に食品スーパーのビックポンドストアー本通3丁目店、2階にドラッグストアのウィンダーランド島田店」、3階に100円ショップのザ・ダイソー島田店などが入居していた。建物の耐震上の問題で、2009年（平成21年）3月末に閉店が決定。ビックポンドストアーのみ営業を半年延長し、同年9月末に閉店した。2010年（平成22年）早春に建物を取り壊し、一旦更地となった。
このショッピングビルの跡地に「おび・りあ」が建てられ、2012年（平成24年）7月に一部開館した。1階の一部、2階から4階を島田市が取得し、中心市街地交流拠点施設として整備した。島田市立島田図書館、児童センター「島田市こども館」などが入っている。

### 年表
- 2012年（平成24年）7月 - 一部開館。
- 2012年（平成24年）8月5日 - 島田市こども館開館[1]。
- 2012年（平成24年）9月22日 - 島田市立島田図書館開館。
- 2013年（平成25年）4月24日 - ユーコープ島田おびりあ店開業[2]。
- 2024年（令和6年）3月31日 ユーコープ島田おびりあ店閉店。

## 施設規模

### 商業棟
- 鉄骨10階建て
  - 1階：フローリッシュゆき、FM島田サテライトスタジオ、島田市立島田図書館ブックポスト
  - 2階：島田市立島田図書館
  - 3階：島田市立島田図書館
  - 4階：児童センター「島田市こども館」　
  - 5階：マンション
  - 6階：マンション
  - 7階：マンション
  - 8階：マンション
  - 9階：マンション
  - 10階：マンション

### 駐車場棟
- 収容台数 105台